# Alassane Ouattara
Alassane Dramane Ouattara (wym. [alasan wataʁa]; ur. 1 stycznia 1942 w Dimbokro) – iworyjski polityk i ekonomista, prezes Centralnego Banku Państw Afryki Zachodniej (1988-1990), premier i minister finansów Wybrzeża Kości Słoniowej (1990-1993), zastępca dyrektora generalnego Międzynarodowego Funduszu Walutowego (1994-1998). Od 2010 prezydent Wybrzeża Kości Słoniowej.
Przewodniczący partii Zgromadzenia Republikanów (RDR) od 1999.
Kandydat w wyborach prezydenckich w 2010. 4 grudnia 2010 zaprzysiężony na urząd prezydenta Wybrzeża Kości Słoniowej, po ogłoszeniu jego zwycięstwa przez komisję wyborczą, pomimo zmiany wyników przez Radę Konstytucyjną. Odrzucenie wyników przez prezydenta Laurenta Gbagbo doprowadziło do kryzysu politycznego i dwuwładzy w kraju, a następnie wybuchu wojny domowej i pojmania Gbagbo przez siły wierne Ouattarze 11 kwietnia 2011.

## Edukacja i kariera zawodowa
Alassane Ouattara urodził się w 1942 w Dimbokro w Wybrzeżu Kości Słoniowej. Uczęszczał do szkoły podstawowej w Wybrzeżu Kości Słoniowej i szkoły średniej w Górnej Wolcie (ob. Burkina Faso). W 1965 ukończył administrację (licencjat) na Drexel Institute of Technology w Pensylwanii. W 1967 zdobył tytuł magistra ekonomii na University of Pennsylvania w Stanach Zjednoczonych. W 1972 został na tej uczelni doktorem ekonomii. Jest autorem publikacji na tematy polityczne, gospodarcze i społeczne.
Od kwietnia 1968 do sierpnia 1973 pracował jako ekonomista w Międzynarodowym Funduszu Walutowym (MFW). Od sierpnia 1973 do lutego 1975 był szefem misji (Chargé de Mission) Banku Centralnego Państw Afryki Zachodniej (BCEAO) w Paryżu. Następnie pełnił funkcję specjalnego doradcy prezesa BCEAO oraz dyrektora ds. badań. Od stycznia 1983 do października 1984 był wiceprezesem BCEAO. W kolejnych latach ponownie pracował w strukturach MFW w Waszyngtonie. Najpierw jako dyrektor Departamentu ds. Afryki (od listopada 1984 do października 1988) oraz jako doradca dyrektora zarządzającego (1987-1988).

## Premier
W październiku 1988 objął stanowisko prezesa Banku Centralnego Państw Afryki Zachodniej (BCEAO) z siedzibą w Dakarze, na którym nominalnie pozostał do grudnia 1993. W kwietniu 1990 prezydent Félix Houphouët-Boigny mianował go przewodniczącym Międzyresortowego Komitetu ds. Koordynacji Stabilizacji i Programu Odbudowy Gospodarczej. 7 listopada 1990 prezydent nominował go na stanowisko premiera. 4 grudnia 1990 Charles Konan Banny został tymczasowym prezesem BCEAO (od grudnia 1993 prezes BCEAO).
Jako szef rządu pełnił w sumie przez 18 miesięcy również obowiązki szefa państwa, m.in. w czasie choroby Félixa Houphouët-Boigny od marca do grudnia 1993. Po śmierci prezydenta 7 grudnia 1993, między premierem Ouattarą a przewodniczącym parlamentu Henri Konanem Bédié doszło do sporu o sukcesję. Pełniącym obowiązki szefa państwa został Bédié, a Ouattara 9 grudnia 1993 zrezygnował ze stanowiska szefa rządu.

## Praca w MFW
Po odejściu z rządu, od 1 lipca 1994 do 31 lipca 1998 zajmował stanowisko zastępcy dyrektora generalnego MFW w Waszyngtonie.
W czerwcu 1994 grupa zwolenników Ouattary wystąpiła z rządzącej Partii Demokratycznej Wybrzeża Kości Słoniowej (PDCI) i utworzyła własne ugrupowanie Zgromadzenie Republikanów (Rassemblement des Républicains, RDR). W grudniu 1994 władze uchwaliły nowe prawo wyborcze, które wymagało od kandydatów na urząd prezydenta posiadania narodowości iworyjskiej również przez jego obojga rodziców oraz zamieszkiwania w kraju przez co najmniej 5 lat przed wyborami. Uniemożliwiło to start Ouattarze, który miał być kandydatem RDR. Pomimo tego RDR mianowało Ouattarę swoim kandydatem, jednakże ostatecznie zbojkotowało wybory. W październiku 1995 prezydentem Wybrzeża Kości Słoniowej został wybranym dotychczasowy p.o. prezydenta Henri Konan Bédié z rządzącej PDCI.

## Przewodniczący partii
Alassane Ouattara już w marcu 1998 zadeklarował powrót do ojczyzny i do udziału w życiu politycznym. Zaraz po zakończeniu pracy w MFW, 1 sierpnia 1999 został wybrany przewodniczącym Zgromadzenia Republikanów (RDR) i mianowany kandydatem na urząd prezydenta w wyborach w 2000. W tym celu przedstawił wymagany certyfikat potwierdzający jego iworyjskie obywatelstwo oraz obywatelstwo jego rodziców. Prezydent Bédié uznał jednak dokument za sfałszowany, twierdząc, że Ouattara pochodzi z Burkina Faso. We wrześniu 1999 wszczęte zostało dochodzenie w tej sprawie. W październiku sąd w Dimbokro, miejscu urodzenia Ouattary, unieważnił certyfikat. Doprowadziło do protestów i aresztowań jego zwolenników. W grudniu 1999, w czasie pobytu Ouattary we Francji, władze wydały wobec niego nakaz aresztowania.
Po trzech miesiącach nieobecności powrócił do kraju 29 grudnia 1999, pięć dni po zamachu stanu, w wyniku którego od władzy odsunięty został prezydent Bédié. Zamach stanu uznał za „rewolucję wspieraną przez cały naród”.
W sierpniu 2000 został mianowany przez RDR kandydatem na urząd prezydenta w wyborach w 2000. We wrześniu jego kandydaturę z powodu kwestii obywatelstwa (wymagane iworyjskie obywatelstwo kandydata i jego rodziców) odrzucił Sąd Najwyższy. Wybory prezydenckie w październiku 2000 wygrał Laurent Gbagbo. W listopadzie 2000 Ouattara wyjechał do Francji. Powrócił w listopadzie 2001, by wziąć udział w organizowanym przez prezydenta Gbagbo procesie porozumienia z opozycją, tzw. Forum Pojednania Narodowego.
Po wybuchu wojny domowej w Wybrzeżu Kości Słoniowej 19 września 2002 Ouattara szukał schronienia w ambasadzie Niemiec, ostatecznie dostał się do francuskiej ambasady. W listopadzie wyjechał do Gabonu, a w grudniu 2001 do Francji. Do kraju powrócił w styczniu 2006, by wziąć udział w planowanych wyborach prezydenckich.

## Wybory prezydenckie 2010 i prezydentura
W lutym 2008 Alassane Ouattara został oficjalnie mianowany kandydatem RDR w wyborach prezydenckich. W listopadzie 2009 został zarejestrowany jako kandydat na urząd prezydenta przez komisję wyborczą.
W pierwszej turze wyborów prezydenckich 31 października 2010 zdobył 32% głosów poparcia i razem z urzędującym prezydentem Laurentem Gbagbo (38%) przeszedł do drugiej tury wyborów przeprowadzonej 28 listopada 2010.
Według wyników ogłoszonych 2 grudnia 2010 przez komisję wyborczą w drugiej turze wyborów zdobył 54,1% głosów, wygrywając wybory. 3 grudnia 2010 Rada Konstytucyjna kierowana przez członka partii prezydenta Gbagbo anulowała jednak wyniki wyborów w 7 północnych okręgach wyborczych stanowiących bastiony poparcia Ouattary z powodu deklarowanych przez nią fałszerstw wyborczych. Ogłoszone przez Radę wyniki przyznawały zwycięstwo Laurentowi Gbagbo (51,5% głosów). Ouattara odrzucił decyzję Rady Konstytucyjnej. 4 grudnia 2010 zarówno on, jak i Laurent Gbagbo zostali niezależnie zaprzysiężeni na stanowisko prezydenta Wybrzeża Kości Słoniowej. Obaj powołali następnie własne gabinety; Ouattara 4 grudnia 2010 na stanowisko premiera mianował urzędującego premiera Guillaume’a Soro, który uznał go za legalnego szefa państwa. Gbagbo 5 grudnia 2010 na stanowisko szefa rządu mianował Gilberta Marie N’gbo Aké. Społeczność międzynarodowa uznała wybory prezydenckie za wolne i uczciwe, a za prawowitego prezydenta uznała Ouattarę, wzywając Laurenta Gbagbo do poszanowania zasad demokracji.
Choć wyniki wyborów ogłoszone przez komisję wyborczą zostały oficjalnie uznane przez ONZ, w kompetencji której znajdowało się to uprawnienie, a także inne organizacje międzynarodowe, Laurent Gbagbo odmówił rezygnacji z urzędu. Doprowadziło to dwuwładzy i kryzysu politycznego w kraju, który pomimo międzynarodowych wysiłków mediacyjnych przerodził się w lutym 2011 w wojnę domową. 11 kwietnia 2011 Laurent Gbagbo został ostatecznie pojmany i aresztowany przez siły wierne Ouattarze przy wsparciu wojsk ONZ (UNOCI) i francuskich (LICORNE).
W kolejnych wyborach prezydenckich 25 października 2015 uzyskał reelekcję. Zdobył 83,7% głosów, pokonując Affiego N’Guessana, który uzyskał 9,3% głosów. W 2016 rozpoczął prace nad nową konstytucją, ustanawiającą m.in. urząd wiceprezydenta i drugą izbę parlamentu w postaci Senatu. W referendum z 30 października 2016 nową ustawę zasadniczą poparło 93,4% głosujących. Pierwszym wiceprezydentem kraju został 16 stycznia 2017 Daniel Kablan Duncan. 18 grudnia 2016 koalicja prezydenta Ouattary zajęła pierwsze miejsce w wyborach parlamentarnych, zdobywając 167 z 255 mandatów.
W styczniu 2017 Ouattara zogłosił, że nie będzie ponownie kandydował w kolejnych wyborach prezydenckich, wysuwając kandydaturę premiera Amadou Gon Coulibaly. Po naglej smierci Coulibaly w lipcu 2020 roku Outtara zdecydował się jednak wystartować w wyborach. Wygrał w pierwszej turze, uzyskując z 95% głosów.